# Unai López
Unai López Cabrera (ur. 30 października 1995 w Errenterii) – hiszpański piłkarz występujący na pozycji pomocnika w hiszpańskim klubie Rayo Vallecano.